# Stratum (Archäologie)

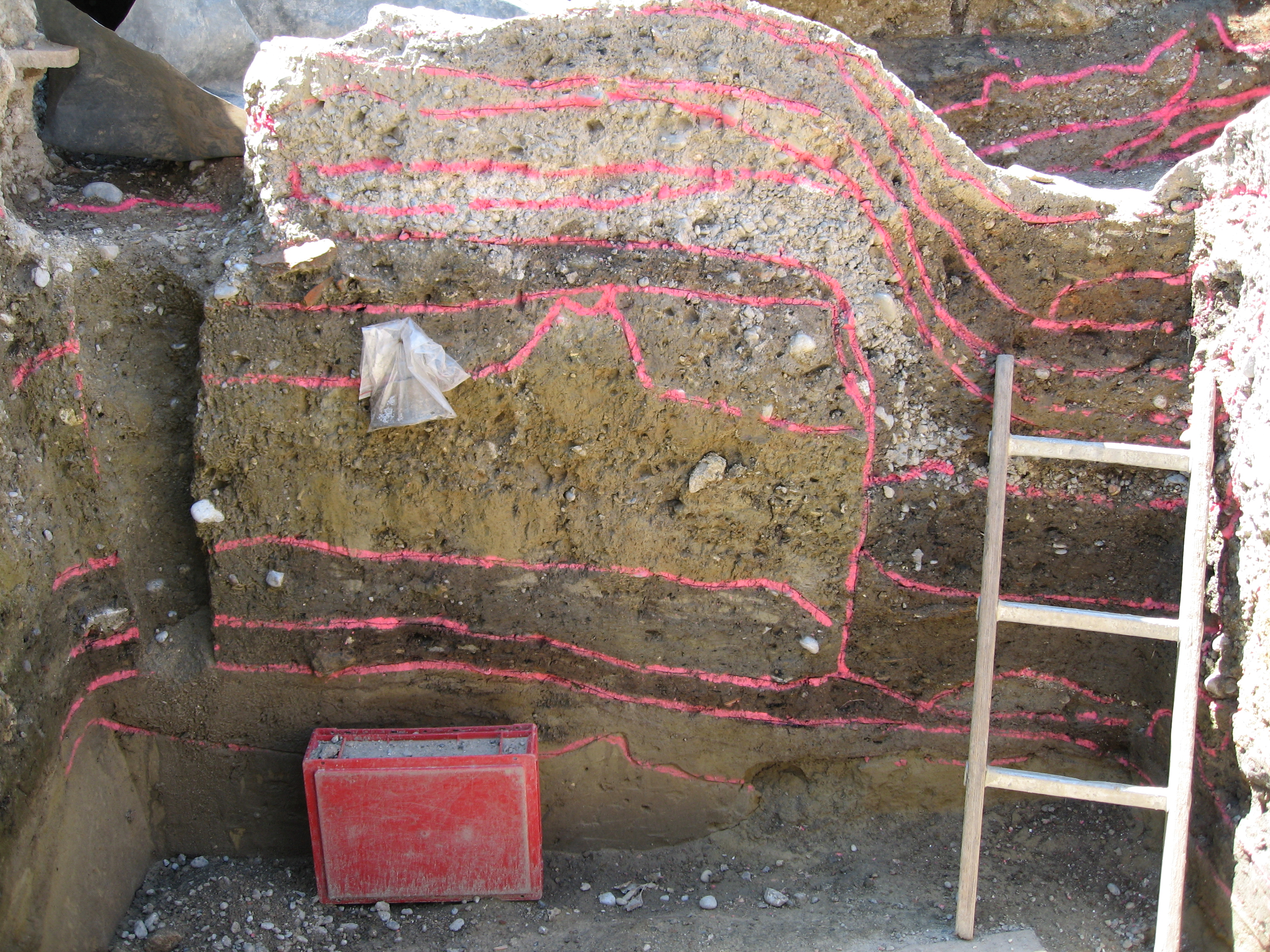
Im Profil einer archäologischen Ausgrabung erkennbare Straten

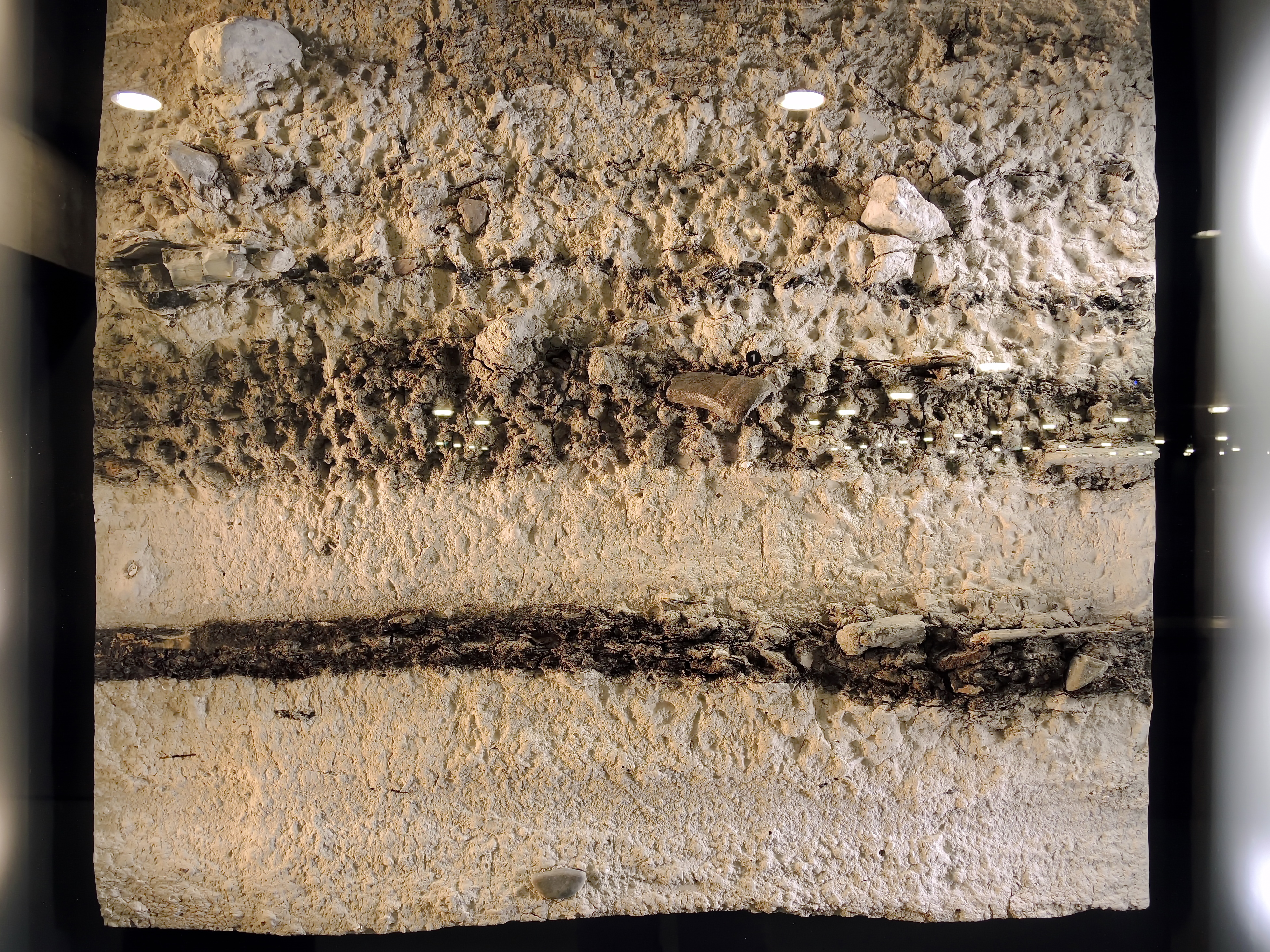
Originalschichten aus der Rettungsgrabung Parkhaus Opéra beim Kleinen Hafner in Zürich mit Kulturschichten (dunkel) und Seeablagerungen aus Seekreide (hell)

Als Stratum (das Stratum, Nominativ Plural eigentlich Strata, eingedeutscht Straten), auch Horizont (zu Horizont „waagrechter Gesichtskreis“) wird in der Ausgrabungstechnik eine in sich geschlossene, im Regelfall unregelmäßig horizontal verlaufende Kulturschicht bezeichnet, (englisch archaeological stratigraphy).

## Grundlagen
Die Strata unterscheidet man in „taube Schichten“ und in Eventhorizonte, die Einschnitte der historischen Entwicklung markieren, sowie in „Fundhorizonte“, also die Schichten, die archäologische Funde enthalten.
Die Datierung mittels der Straten ist Fachgebiet der chronologischen Stratigraphie, die in ihrem Arbeitsfeld neben geschichtlichen Aspekten auch geologische und bodenkundliche umfasst.

## Stratengrabung
Bei einer stratigraphischen Grabung (auch: Stratengrabung) werden die Natur- und Kulturschichten (Straten) entsprechend ihrer tatsächlichen Mächtigkeit abgetragen. Diese Methode unterscheidet sich grundsätzlich von der Planagrabung, bei der ohne Berücksichtigung des Verlaufes der Kulturschichten eine möglichst gleichmäßig horizontal verlaufende Oberfläche (Planum) angestrebt wird.
Die stratigraphische Methode hat den Vorteil, dass mit ihr geschlossene Kulturschichten präzise abgetragen werden und das so gewonnene Fundmaterial exakt zugeordnet werden kann. Der Nachteil besteht in einem deutlich höheren Zeitaufwand gegenüber der Planumsmethode.